# Västerby
Västerby – miejscowość (tätort) w Szwecji, w regionie administracyjnym (län) Dalarna, w gminie Hedemora.
Według danych Szwedzkiego Urzędu Statystycznego liczba ludności wyniosła: 383 (31 grudnia 2015), 372 (31 grudnia 2018) i 374 (31 grudnia 2019).